# Spaniens fodboldforbund
Real Federación Española de Fútbol (RFEF) er Spaniens nationale fodboldforbund og dermed det øverste ledelsesorgan for fodbold i landet. Det administrerer de spanske fodbolddivisioner, Copa del Rey, Supercopa de España og landsholdet og har hovedsæde i Las Rozas, en kommune nær Madrid.
Forbundet blev grundlagt i 1909. Det blev medlem af FIFA i 1913 og medlem af UEFA i 1954.

## Ekstern henvisning
- RFEF.es

| Fodbold | Spire Denne artikel om en fodboldorganisation er en spire som bør udbygges. Du er velkommen til at hjælpe Wikipedia ved at udvide den. |